# Laura Teani
Laura Teani (Stezzano, 13 marzo 1991) è una pallanuotista italiana, portiere del Plebiscito Padova e della Nazionale italiana.

## Biografia
Cresce nel Gruppo Nuoto Osio con cui arriva a giocare in Serie B, per poi trasferirsi al Plebiscito Padova.

## Palmarès

### Club
- Campionato italiano: 4

Padova: 2014-15, 2015-16, 2016-17, 2017-18
- Coppe Italia: 3

Padova: 2014-15, 2016-17, 2019-20
- FIN Cup: 1

Padova: 2016-17
- Coppe LEN: 1

Padova: 2024

### Nazionale
- Olimpiadi

Rio de Janeiro 2016: 
- Mondiali

Kazan' 2015: 
- World League

Kunshan 2014: 
- Europei

Belgrado 2016: 